# Diario de un lifting

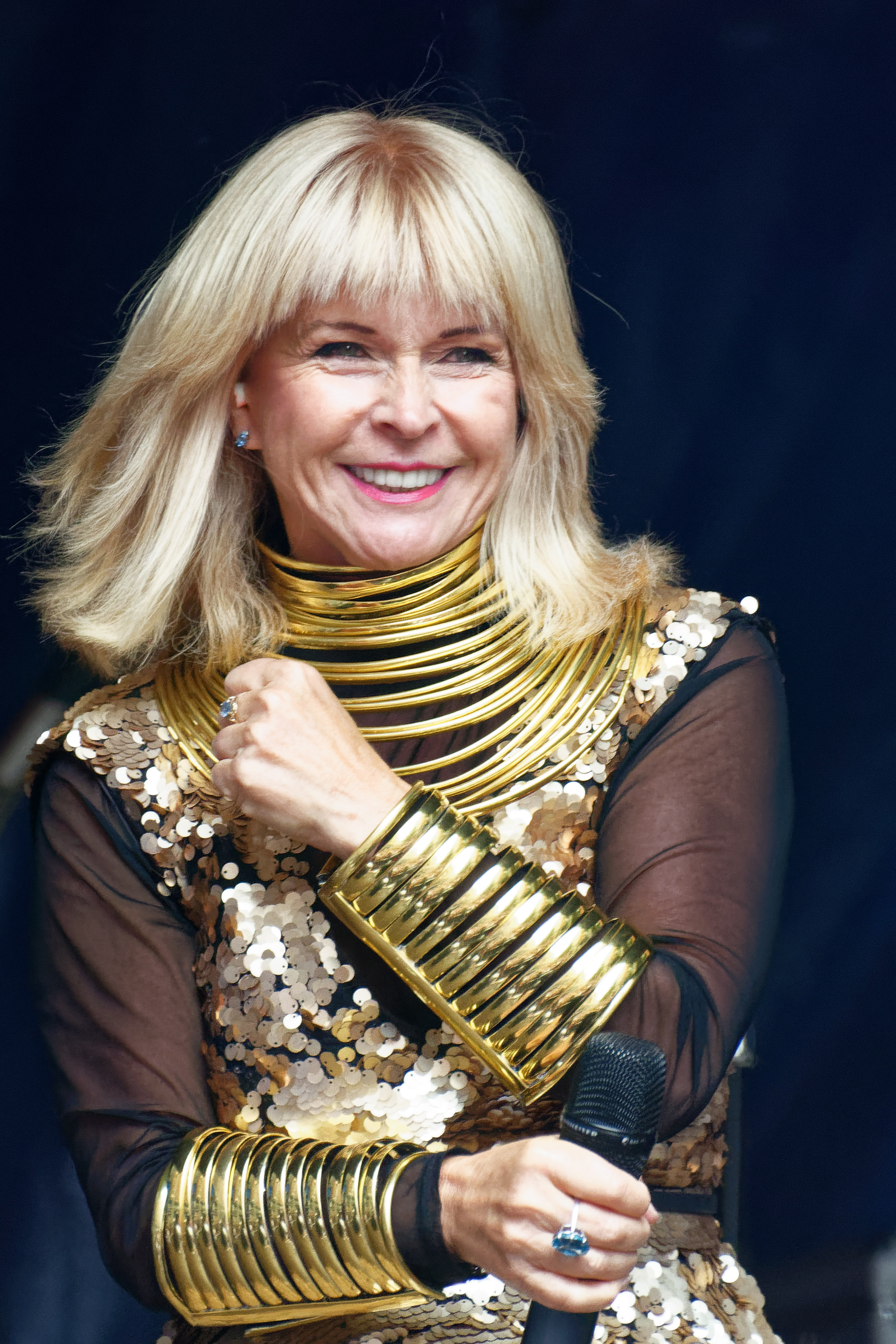
Toyah Willcox en los premios Nottinghamshire de 2018.

Diario de un lifting (título original, Diary Of A Facelift) es el segundo libro escrito por Toyah Willcox.
El diario es un relato autobiográfico de la experiencia de la actriz y cantante Toyah Willcox con la cirugía estética. Fue editado en Reino Unido el 17 de marzo de 2005. El libro obtuvo una amplia repercusión en los medios de comunicación, en especial en los diarios The Daily Telegraph, Daily Express, The Independent y el Daily Mail , así como en las revistas Now, Closer, Hello Magazine o Express.
El libro alcanzó el top diez en muchas listas de ventas, incluyendo Waterstones en 2005.